# Обурення (фільм)
«Обурення» (англ. Indignation) — романтична драма 2016 року знята за однойменним романом Філіпа Рота.

## Сюжет
Маркус Месснер — учасник бойових дій під час Корейської війни. Його наздоганяють ворожі солдати й він розмірковує над тими подіями, які привели його сюди.
На початку 1950-х Маркус вступає в коледж. Невдовзі він знайомиться з красивою білявкою Олівією Гаттон. Їхнє перше побачення закінчується мінетом за її ініціативою. Такий вчинок дівчини непокоїть Месснера й він віддаляється від неї. Вона шукає його та пояснює свої дії. Маркус вирішує, що не може більше жити зі своїми двома сусідами по кімнаті. Для цього він зустрічається з деканом Кодвеллом. Питання про зміну кімнати переростає в допит, який настільки розхвилював хлопця, що його забирають у лікарню. Мама навідує хлопця. У палаті вона знайомиться з Олівією. Мама благає кинути її, в іншому випадку вона розлучиться з батьком.
Месснера виписують, але він не може знайти Олівію. Кодвелл пояснює, що в неї стався нервовий зрив і її шпиталізували. Невдовзі хлопця виганяють з коледжу через те, що він ухилявся від відвідування обов'язкових проповідей в каплиці і платив студенту, щоб він ходив замість нього. Маркуса забирають солдатом на війну. Коли за ним женуться, він згадує Олівію. Роками пізніше немолода Олівія живе в будинку пристарілих.

## У ролях
| Актор           | Роль           |
| --------------- | -------------- |
| Логан Лерман    | Маркус Месснер |
| Сара Гадон      | Олівія Гаттон  |
| Трейсі Леттс    | Кодвелл        |
| Лінда Емонд     | Естер Месснер  |
| Піко Александер | Сонні Коттлер  |
| Денні Берштейн  | Макс Месснер   |
| Ноа Роббінс     | Марті Зіглер   |
| Філліп Еттінгер | Рон Фоксмен    |
| Бен Розенфілд   | Бертрам        |

## Створення фільму

### Виробництво
Зйомки фільму проходили в Нью-Рошеллі та Нью-Йорку, США.

### Знімальна група
- Кінорежисер — Джеймс Шеймус
- Сценарист — Джеймс Шеймус
- Кінопродюсери — Ентоні Брегман, Джеймс Шеймус, Родріго Тейшейра
- Композитор — Джей Водлі
- Кінооператор — Крістофер Бловелт
- Кіномонтаж — Ендрю Маркус
- Художник-постановник — Інбал Вейнберг
- Артдиректор — Дерек Ванг
- Художник-декоратор — Філліппа Кулпеппер
- Художник з костюмів — Емі Рот
- Підбір акторів — Аві Кауфман[2]

## Сприйняття

### Критика
Фільм отримав схвальні відгуки. На сайті Rotten Tomatoes оцінка стрічки становить 82 % на основі 125 відгуків від критиків (середня оцінка 7,2/10) і 74 % від глядачів із середньою оцінкою 3,9/5 (8 781 голос). Фільму зарахований «свіжий помідор» від кінокритиків та «попкорн» від глядачів, Internet Movie Database — 6,8/10 (9 774 голоси), Metacritic — 78/100 (35 відгуків критиків) і 7,4/10 (44 відгуки від глядачів).

### Номінації та нагороди
| Нагороди та номінації фільму « Обурення» | Нагороди та номінації фільму « Обурення» | Нагороди та номінації фільму « Обурення» | Нагороди та номінації фільму « Обурення» | Нагороди та номінації фільму « Обурення» | Нагороди та номінації фільму « Обурення» |
| Рік                                      | Кінофестиваль/кінопремія                 | Категорія/нагорода                       | Номінант                                 | Результат                                |                                          |
| ---------------------------------------- | ---------------------------------------- | ---------------------------------------- | ---------------------------------------- | ---------------------------------------- | ---------------------------------------- |
| 2016                                     | Міжнародний кінофестиваль в Афінах       | Найкращий фільм                          | Джеймс Шеймус                            | Номінація                                |                                          |
| 2016                                     | Берлінський міжнародний кінофестиваль    | Найкращий дебютний фільм                 | Джеймс Шеймус                            | Номінація                                |                                          |
| 2017                                     | Спілка кінокритиків Гаваїв               | Найкращий дебютний фільм                 | «Обурення»                               | Номінація                                |                                          |
| 2017                                     | Спілка кінокритиків Гаваїв               | Найкращий новий режисер                  | Джеймс Шеймус                            | Номінація                                |                                          |
| 2017                                     | Нагорода кінокритиків Сіетла             | Найкращий актор                          | Логан Лерман                             | Номінація                                |                                          |